# Shizuoka Tetsudō
Die Shizuoka Tetsudō (jap. 静岡鉄道株式会社, Shizuoka Tetsudō Kabushiki-gaisha, engl. Shizuoka Railway Co., Ltd.), auch unter der Abkürzung Shizutetsu (静鉄) bekannt, ist eine japanische Bahngesellschaft. Das Unternehmen mit Sitz in Shizuoka betreibt eine Bahnlinie, eine Luftseilbahn und zahlreiche Buslinien. Hinzu kommen verschiedene weitere Geschäftsbereiche.

## Unternehmensstruktur

### Hauptunternehmen

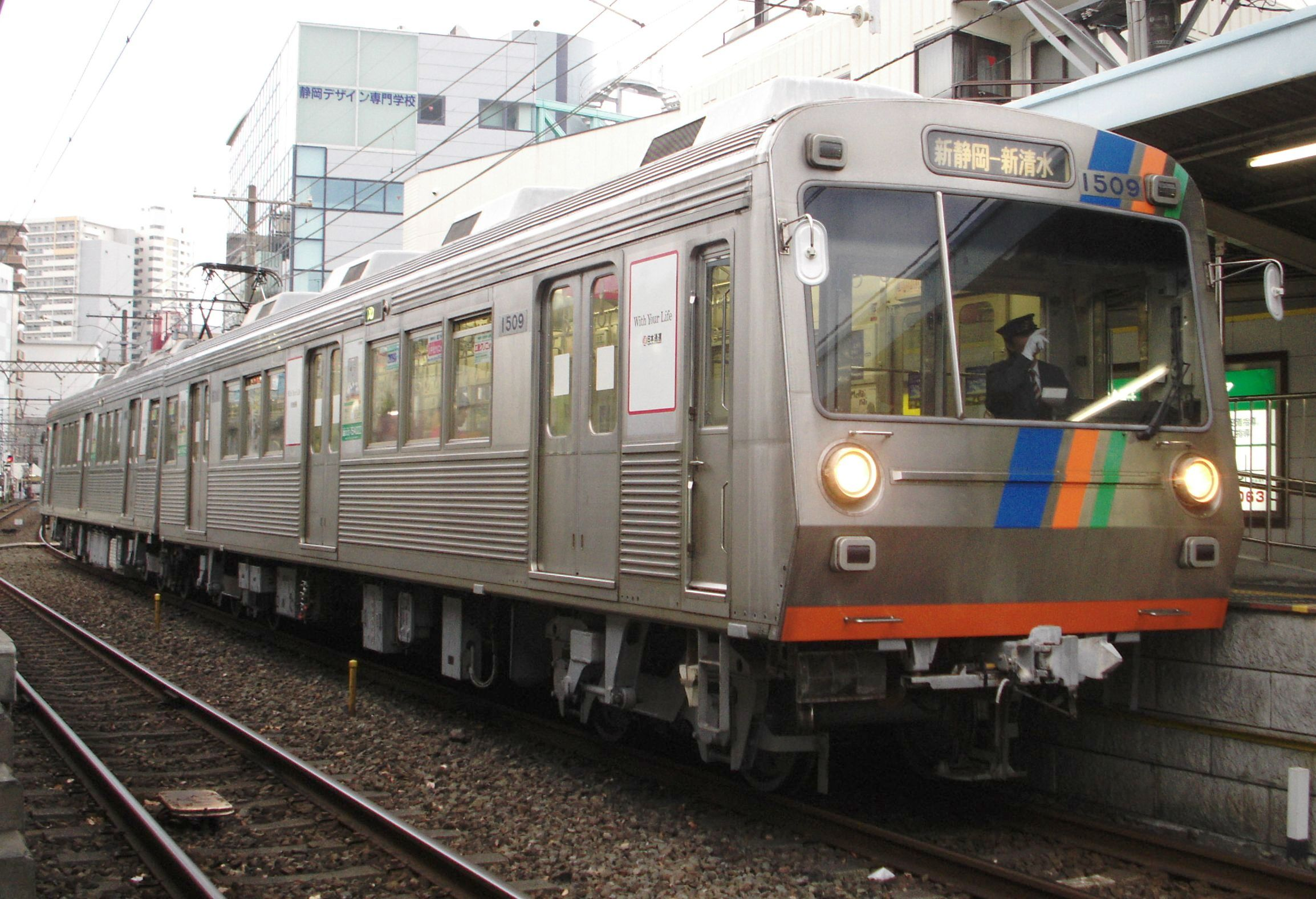
Triebzug auf der Shizuoka-Shimizu-Linie

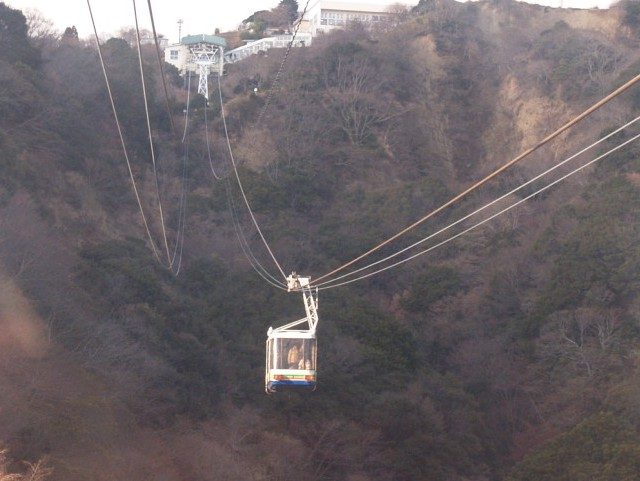
Nihondaira-Seilbahn

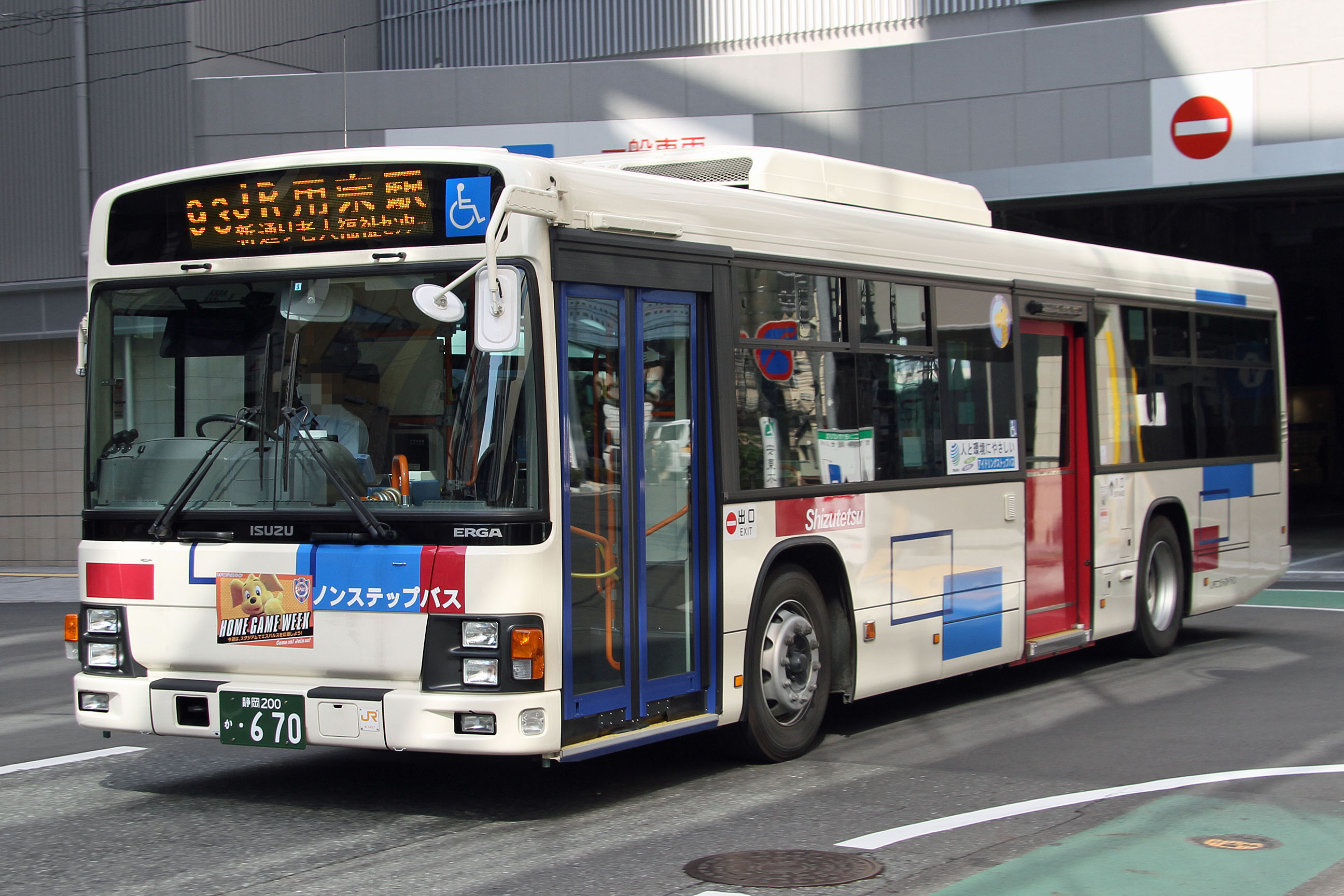
Linienbus von Shizutetsu Justline

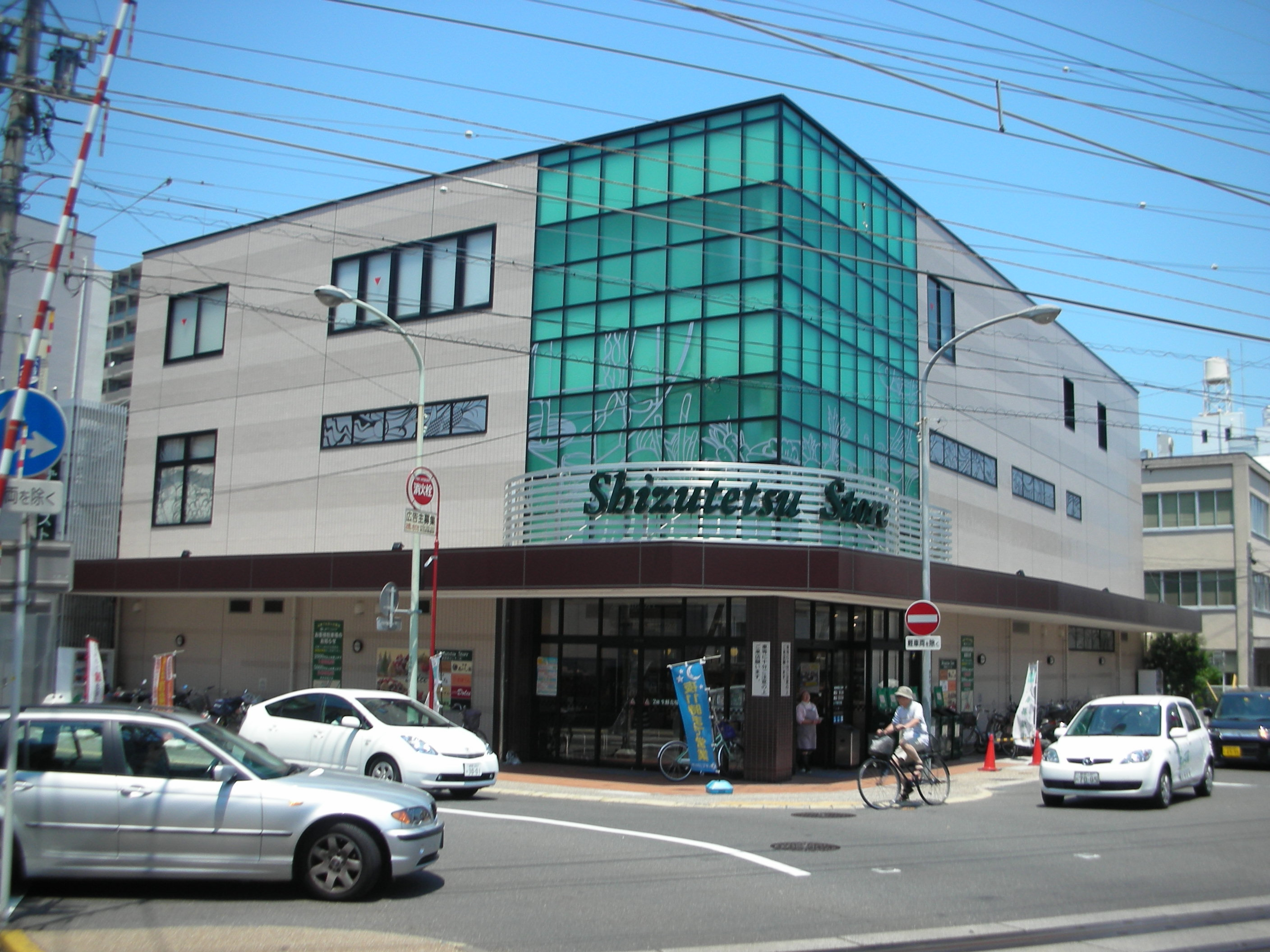
Filiale von Shizutetsu Store

Das Kerngeschäft ist der Betrieb der Shizuoka-Shimizu-Linie. Diese elf Kilometer lange Bahnlinie verbindet Shin-Shizuoka mit Shin-Shimizu. Sie ist mit keiner anderen Bahnlinie verbunden und ähnelt eher einer Stadtbahn. Ebenso betreibt die Bahngesellschaft die Nihondaira-Seilbahn, eine Luftseilbahn auf den Aussichtsberg Nihondaira.
Ebenfalls zur Shizuoka Tetsudō gehören die Geschäftsbereiche:
- Immobilienhandel
- Werbeagentur
- Shizutetsu Hotel Prezio
- Krankenpflege
- Kinderhort
- Blumengeschäft

Stillgelegt wurden folgende Strecken:
- Straßenbahn Shizuoka
- Straßenbahn Shimizu
- Sun’en-Linie
- Akiba-Linie

### Tochtergesellschaften
Der Shizuoka Tetsudō untergeordnet sind mehr als zwei Dutzend Tochtergesellschaften in den Bereichen Verkehr, Einzelhandel, Fahrzeughandel, Immobilien, Freizeit und Bauwirtschaft. Zusammen mit dem Hauptunternehmen beschäftigen sie insgesamt 4607 Mitarbeiter (Stand: März 2017). Dazu gehören unter anderem:
- Shizutetsu Justline (Linienbusse in Shizuoka und Fernbuslinien)
- Kakegawa Bus Service (Linienbusse in Kakegawa)
- Akiha Bus Service (Linienbusse in Fukuroi, Mori und Umgebung)
- Shizutetsu Joystep Bus (Reisebusverkehr)
- Shizutetsu Store (Kaufhauskette mit 34 Filialen)

## Geschichte
Am 21. August 1906 erfolgte die Gründung der ersten Gesellschaft namens Shizuoka Tetsudō (静岡鉄道). Sie eröffnete am 18. Mai 1908 den ersten Abschnitt der Shizuoka-Shimizu-Linie, die bereits am 9. Dezember desselben Jahres fertiggestellt war. In der Zwischenzeit ging die Bahngesellschaft am 28. Juli 1908 in den Besitz des in ganz Japan tätigen Straßenbahnkonzerns Dai Nippon Kidō (大日本軌道) über, der daraus eine unselbständige Filiale machte. Im Rahmen einer Bereinigung der Konzernstruktur wurde die Shizuoka Tetsudō am 1. Mai 1919 mittels Management-Buy-out neu gegründet und verselbständigt. Am 28. Juni 1922 eröffnete sie die Straßenbahn Shizuoka, die einen Gleisanschluss an die Shizuoka-Shimizu-Linie erhielt.
Um auf die kürzlich durchgeführte Elektrifizierung ihrer Hauptstrecke hinzuweisen, trat die Bahngesellschaft ab 28. Februar 1923 unter der neuen Bezeichnung Shizuoka Denki Tetsudō (静岡電気鉄道) auf. Knapp zwei Wochen später, am 12. März 1923, übernahm sie die Akiba-Linie, eine 12 km lange Überlandstraßenbahn in der nahen Stadt Fukuroi. Am 25. Dezember 1928 eröffnete sie die Straßenbahn Shimizu, die ebenfalls an die Shizuoka-Shimizu-Linie angebunden war. 1929 kam eine Abteilung für Busverkehr hinzu. Während des Zweiten Weltkriegs strebte die Regierung danach, kleine Verkehrsunternehmen zu größeren Einheiten zusammenzufassen und dadurch ihre Effizienz zu steigern. Nach dem Erlass des „Gesetzes zur Anpassung des Landverkehrsgeschäfts“ mussten sich am 15. Mai 1943 mehrere Unternehmen im Raum Shizuoka unter dem Dach der erneut umbenannten Shizuoka Tetsudō zusammenschließen. Diese gelangte dadurch in den Besitz der Sun’en-Linie.
Das bedeutende Bahnunternehmen Tōkyū besaß daraufhin vorübergehend die Aktienmehrheit, stieß die Beteiligung 1947 aber zu einem großen Teil wieder ab (Tōkyū ist zwar heute noch die größte Aktionärin, ihr Anteil beträgt aber weniger als 4 %). 1953 stieg die Shizuoka Tetsudō ins Taxigeschäft ein, ein Jahr später in den Automobilhandel (als Vertragspartnerin von Toyota). 1957 erfolgte die Eröffnung der Nihondaira-Seilbahn 1963 der Einstieg in den Immobilienhandel. Allmählich konzentrierte sich die Shizuoka Tetsudō im Bahngeschäft auf die hoch profitable Hauptstrecke zwischen Shizuoka und Shimizu. 1962 legte sie Straßenbahn Shizuoka und die Akiba-Linie still, 1970 die Sun’en-Linie und 1974 die Straßenbahn Shimizu. Hingegen dehnte sich das Busnetz weiter aus, auch außerhalb der Stadtgrenzen.
Ähnlich wie andere japanische Privatbahnen expandierte die Shizuoka Tetsudō auch in Geschäftsfelder, die nur am Rande mit Bahn- oder Busverkehr zu tun haben und darauf ausgerichtet sind, eine Verkehrsnachfrage zu erzeugen, die der vertikal integrierten Unternehmensgruppe in optimaler Weise zugutekommt. Der in der Zwischenzeit stark angewachsene Linienbusverkehr wurde am 1. Mai 2002 an die Tochtergesellschaft Shizutetsu Justline ausgelagert, um das Bahnmanagement zu entlasten.